# Hans-Jørgen Schanz
Hans-Jørgen Schanz (født 21. januar 1948 i Sønderborg, død 28. januar 2022) var en dansk idéhistoriker og tidligere marxist.
Schanz var søn af slagtermester Herman Richart Schanz (død 1981) og hustru Anna Elise f. Jørgensen. Han blev student fra Sønderborg Statsskole 1967, magister i idéhistorie 1973 fra Aarhus Universitet og dr.phil. 1981. Fra 1973 fungerede han som lektor i idehistorie ved Aarhus Universitet og var professor samme sted fra 1992. Schanz studerede også i Frankfurt am Main og i Berlin.
Schanz spillede i 1970'erne en vigtig rolle i det fagkritiske miljø omkring Aarhus Universitet og for introduktionen af den kapitallogiske marxistiske strømning i Danmark generelt. På trods af dette var han aldrig medlem af nogen partipolitisk organisation. I de senere år var hans forskningsmæssige arbejde koncentreret omkring relationen mellem modernitet og metafysik, og hans tænkning var nu langt fra marxistisk, omend der også var inspiration herfra.
Han var gift med museumsinspektør, ph.d. Elsebeth Aasted Schanz.
14. september 2012 blev Schanz Ridder af Dannebrog.

## Schanz' hovedværker
- Til rekonstruktion af kritikken af den politiske økonomis omfangslogiske status (1973)
- Plan for læsningen af Das Kapital (1973)
- Arbejdsgruppe: Videnskab og kapital (1974)
- Kritikkens elendighed (1976)
- Antikritik (1977)
- (m. Carlsen, Smith og Thomsen) Kapitalisme, Behov og civilisation 1-2 (1980)
- Træk af behovsproblematikkens idéhistorie med særligt henblik på Marx og Engels (1981)
- Tendenser – omkring pragmatik, kunst og modernitet (1988)
- Forandring og balance – refleksioner over metafysik og modernitet (1990)
- Er kapitallogikken flyttet i parcelhus? (1992)
- Er det moderne menneske blevet voksent (1993)
- Karl Marx i tilbageblik efter murens fald (1994)
- Det historiske – refleksioner over historie og metafysik (1996)
- Marxproblemer: Kodeord: Marx – nye læsninger (1997).
- Selvfølgeligheder – Aspekter ved modernitet og metafysik (1999)
- Modernitet og Religion (2008)
- Ånd (2017)
- Menneskene og alt andet (2020)